# Hestiarcha pyrrhopa
Hestiarcha pyrrhopa là một loài bướm đêm thuộc phân họ Arctiinae, họ Erebidae.